# João Carlos de Saldanha Oliveira e Daun
João Carlos Gregório Domingos Vicente Francisco de Saldanha Oliveira e Daun GCTE • GCC • GCSE • GCNSC (Lisboa, 17 de novembro de 1790 – Londres, 21 de novembro de 1876), 1.º conde, 1.º marquês e 1.º duque de Saldanha, também conhecido por Marechal Saldanha, foi um oficial do Exército Português, no qual atingiu o posto de marechal, diplomata e um dos políticos dominantes do século XIX em Portugal, com uma carreira política que se iniciou na Guerra Civil Portuguesa (1828-1834) e só terminou com a sua morte em 1876. A sua longa carreira política, e os cargos de relevo que exerceu, fizeram dele o mais importante homem de estado do período da monarquia constitucional portuguesa, influenciando de forma substancial o rumo dos acontecimentos políticos em Portugal ao longo de meio século. Entre outros cargos e honrarias, foi marechal general do exército, par do reino, conselheiro de estado efetivo, ministro plenipotenciário em Londres, mordomo-mor da Casa Real, vogal do Supremo Conselho de Justiça Militar, vinte e quatro vezes ministro,[carece de fontes?] assumindo designadamente as pastas da Guerra e dos Negócios da Fazenda, e, por quatro vezes, presidente do Conselho de Ministros de Portugal (em 1835, 1846–1849, 1851–1856 e em 1870). Dedicou-se ao estudo de temas filosóficos e foi um dos pioneiros da homeopatia em Portugal. O marechal duque de Saldanha é lembrado na toponímia de inúmeras povoações e por um monumento nacional, na Praça Duque de Saldanha, em Lisboa, inaugurado a 18 de fevereiro de 1909 com imponente solenidade.

## Biografia

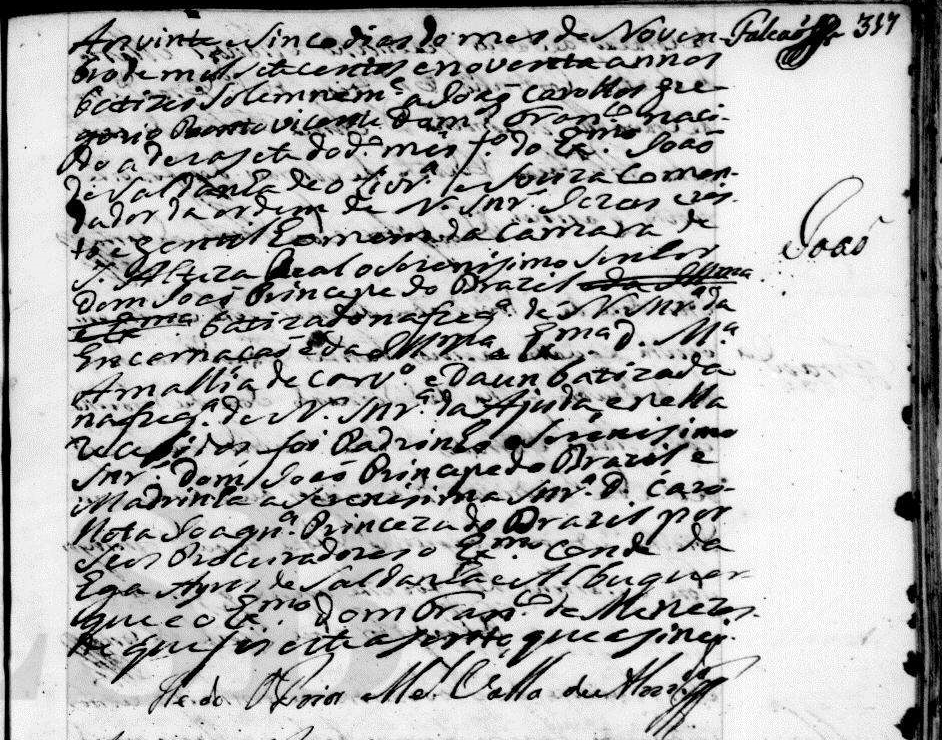
Assento de baptismo de João Carlos Gregório Domingos Vicente Francisco de Saldanha Oliveira e Daun, datado de 25 de Novembro de 1790. Paróquia de São José, Lisboa.

Neto do Marquês de Pombal por via materna, nasceu no Palácio da Anunciada, em Lisboa, 9.º filho do 1.º conde de Rio Maior, João Vicente de Saldanha Oliveira e Sousa Juzarte Figueira, e de sua mulher, Maria Amália de Carvalho Daun, 3.ª filha do 1.o marquês de Pombal.
Destinado a seguir a vida militar, com 14 anos de idade, em 1805 matriculou-se na Academia Real de Marinha, instituição onde fez um curso brilhante, tendo recebido distinção no 1.º ano lectivo e sido premiado nos 2.° e 3.° anos. Simultaneamente, a 28 de setembro de 1805 assentou praça no Regimento de Infantaria N.º 1, ao tempo comandado pelo marquês de Alvito, no qual foi reconhecido cadete.
A sua carreira militar iniciou-se a 24 de junho de 1806, data em que foi promovido a capitão adido, com apenas 15 anos de idade, em virtude do decreto de 8 de janeiro desse mesmo ano, pelo qual se determinava que os filhos militares dos conselheiros de estado recebessem como primeiro posto o de capitão. A 17 de agosto de 1807, com 16 anos de idade, foi promovido de capitão adido a capitão efetivo.

### A Guerra Peninsular
Comandava a 8.ª companhia do Regimento de Infantaria N.º 1 quando em novembro de 1807 as forças francesas comandadas pelo general Jean-Andoche Junot entraram em Portugal, no episódio que ficaria conhecido como a primeira invasão francesa de Portugal, forçando a transferência da corte portuguesa para o Brasil e desencadeando a Guerra Peninsular. Estes acontecimentos levam o jovem capitão Saldanha, como aliás sucedeu com a maioria da oficialidade oriunda da alta aristocracia, a pedir a sua demissão do exército, que a Regência do Reino lhe concedeu por decreto de 25 de janeiro de 1808.
Tendo abandonado o exército, logo a 5 de fevereiro juntou-se ao grupo anti-napoleónico que planeava organizar a resistência à ocupação francesa, mas foi após o Levantamento de Madrid que se juntou à insurgência contra as forças francesas. Quando no início de agosto de 1808 ocorreu o desembarque das tropas britânicas comandadas pelo general Arthur Wellesley na baía de Lavos, Saldanha incorporou-se nas forças portuguesas do general Bernardim Freire de Andrade, o denominado Exército de Operações da Estremadura. Foi então reintegrado no seu posto, por decreto de 13 de setembro de 1808 da Junta Provisional do Supremo Governo do Reino, e voltou a comandar a 8.ª companhia do Regimento de Infantaria N.º 1, então em operações de apoio às forças britânicas em Portugal.
A sua participação nas operações da Guerra Peninsular granjeou-lhe um rápido prestígio entre as tropas e com apenas 18 anos de idade foi nomeado ajudante-de-campo do general Miranda Henriques, então aquartelado em Tomar. Foi então encarregado de estudar a tática adotada pelas forças britânicas comandadas pelo general William Carr Beresford, e mostrando-se apto para comandar por essa tática um regimento na presença do general, este promoveu-o a major por distinção, a 9 de dezembro de 1809, continuando a servir no Regimento de Infantaria N.º 1. Promovido a major, integrou as forças portuguesas e britânicas que protagonizaram os principais combates da Guerra Peninsular.
Logo em 1810 distinguiu-se na Batalha do Buçaco, improvisando uma coluna com duas companhias, oriundas do Regimento de Infantaria N.º 1 e do Regimento de Infantaria N.º 16, com ela repelindo intrepidamente forças francesas muito superiores. Também se destacou na Batalha de Salamanca, travada a 22 de julho de 1812, sendo por isso promovido a tenente-coronel em setembro desse ano, sendo então preteridos 23 majores, alguns deles britânicos.
Com dois batalhões do Regimento de Infantaria N.º 1, dois batalhões do Regimento de Infantaria N.º 16 e pelo Regimento de Caçadores N.º 4, Saldanha foi integrado na 1.ª Brigada Independente Portuguesa, com um efetivo de 2100 homens, todos portugueses, sob o comando do brigadeiro Dennis Pack. Com essa Brigada, entrou no Combate de Carrion, travado a 25 de setembro de 1812, na defesa da passagem do rio Tormes, de 8 a 14 de novembro, e no Combate de Muñoz, a 27 de novembro daquele ano. No prosseguimento das operações, participou na Batalha de Vitoria, travada a 21 de junho de 1813, na tomada da aldeia de Beasain, a 24 de junho, na tomada de Tolosa, a 25 de junho, e nos assaltos à praça de San Sebastián, nos dias 25 de julho e 31 de agosto.
Depois da Batalha dos Pirenéus, a 1.ª Brigada Independente Portuguesa entrou em França, e na Batalha do Nive, travada a 13 de dezembro de 1813, Saldanha estreou no comando do seu regimento. Tendo dado provas de capacidade de comando, o general William Carr Beresford confiou-lhe interinamente o comando duma brigada, composta pelo Regimento de Infantaria N.º 12, pelo Regimento de Infantaria N.º 21 e pelo Batalhão de Caçadores n.º 5. Tendo adoecido o general Rowland Hill, comandante doutra brigada, foi ela também entregue ao jovem tenente-coronel Saldanha, que assim, aos 23 anos de idade, foi comandante duma divisão que formou a esquerda do corpo do exército que cercou Baiona.
Terminada a Guerra Peninsular, Saldanha, então um tenente-coronel com 23 anos de idade, era um dos militares mais condecorados do Exército Português, com as medalhas de ouro das seis campanhas, as medalhas inglesas do Buçaco, de San Sebastián e do Nive, esta última com uma menção especial, e as medalhas espanholas de Vitoria, San Sebastián, Nive e Tolosa. O prestígio daí resultante foi um dos elementos essenciais no lançamento da sua carreira político-militar.
Saldanha casou em 5 de outubro de 1814 com uma jovem de origem irlandesa, Maria Teresa Margarida Horan FitzGerald (Irlanda, 1796 — Sintra, 1855), filha do general Thomas Horan e de sua mulher Isabel FitzGerald, a qual, ficando órfã de seus pais, fora educada desde os 7 anos de idade pela condessa de Rio Maior.
Foi então integrado no Regimento de Infantaria N.º 13, unidade que em 1815 foi escolhida para ser enviada para os Países Baixos em auxílio da coligação anti-napoleónica, que através de Arthur Wellesley, 1.º Duque de Wellington, solicitara a Portugal o envio de 20 000 homens para ajudar a por termo à restauração de Napoleão Bonaparte no poder, que viria a ser conhecido como o Governo dos Cem Dias. Contudo, os atrasos na formação do contingente, a indecisão do governo português e a rapidez e contundência da derrota da Grande Armée na Batalha de Waterloo tornaram desnecessário o envio das forças, que não chegaram a embarcar.

### A guerra contra Artigas e a independência do Brasil

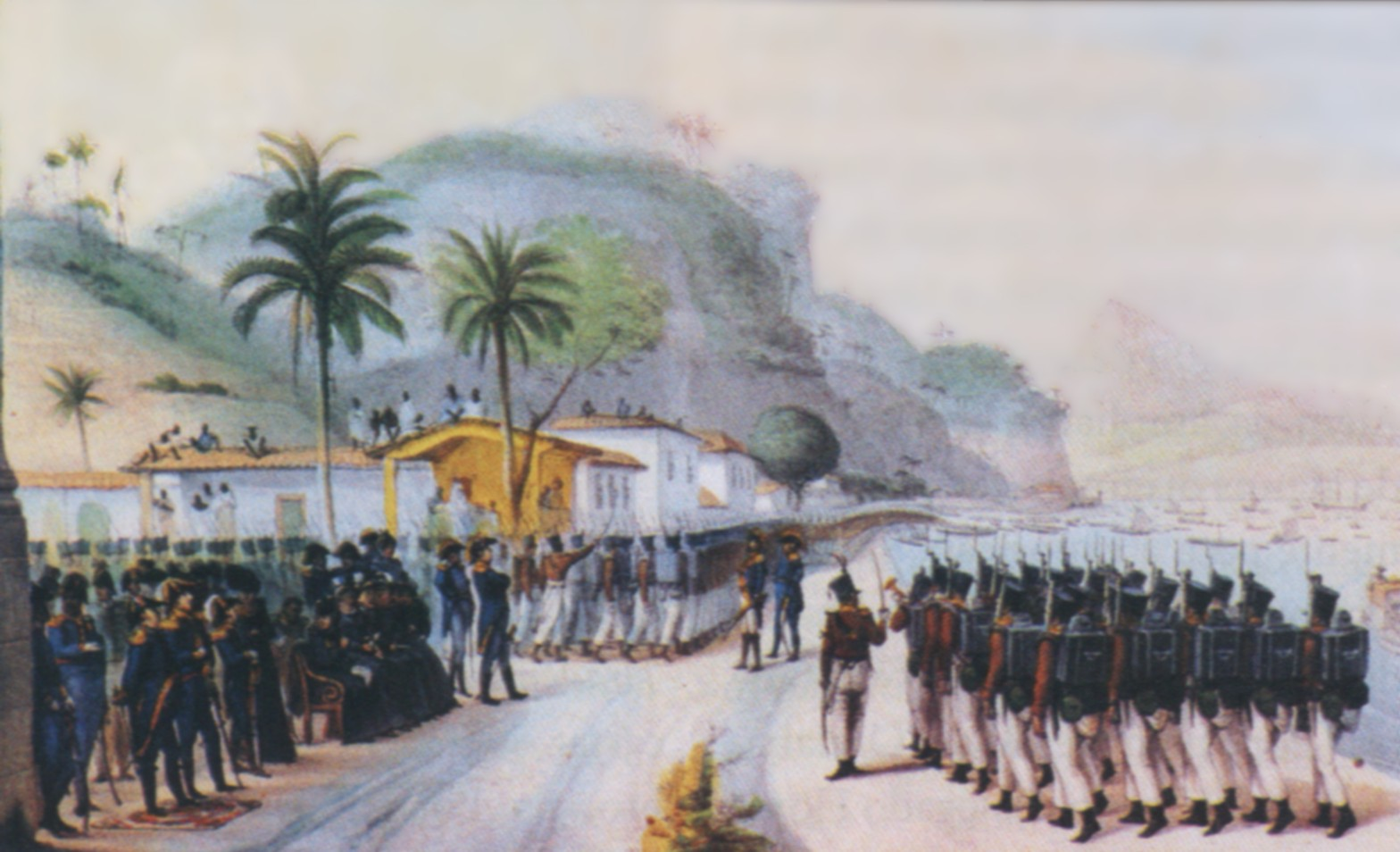
Embarque da Divisão de Voluntários Reais para a Ilha de Santa Catarina, na Praia Grande, RJ, em 7 de junho de 1816, (desenho de Jean-Baptiste Debret).

Gorada a expedição aos Países Baixos, o tenente-coronel Saldanha foi escolhido para integrar a Divisão de Voluntários Reais que devia partir para o Brasil para tomar parte na expedição destinada a reocupar Montevideu, sendo então promovido a coronel e colocado como adido ao estado-maior. Saldanha e a maior parte do estado-maior saíram de Lisboa, a bordo do navio Despique, a 27 de julho de 1815. Chegado ao Rio de Janeiro foi recebido pelo príncipe regente D. João com grande distinção e feito cavaleiro da Ordem de Cristo e comendador da Ordem da Torre e Espada.
Instalado no Brasil, o já coronel Saldanha foi nomeado a 7 de junho de 1816 comandante do 1.º Regimento de Infantaria e enviado em campanha para o sul, integrado nas forças militares comandadas pelo general Carlos Federico Lecor. Para os veteranos da Guerra Peninsular foi rápida e fácil a campanha contra a Liga dos Povos Livres de José Artigas, naquela que ficaria conhecida como a Primeira Guerra Cisplatina ou Guerra contra Artigas: depois das vitórias de Chafalote e na Batalha de India Muerta, as tropas portuguesas entraram facilmente na cidade de Montevideu. Contudo, apesar de ocupada a região da Banda Oriental pelas forças portuguesas, iniciou-se uma campanha de guerrilha que duraria 5 anos, em que tinham vantagem os destemidos gaúchos que formavam a força principal do exército de Artigas. A primeira brigada, de que fazia parte o regimento de que Saldanha era coronel, esteve encarregado até 1818 do serviço exterior da praça de Montevideu, tendo de repelir em numerosas sortidas os ataques dos guerrilheiros uruguaios.
Em 1818, aos 27 anos de idade, Saldanha foi graduado como brigadeiro e encarregado de comandar a coluna ligeira da divisão do general Joaquim Xavier Curado. Nessas funções teve de enfrentar a cavalaria irregular da guerrilha gaúcha, formada por homens conhecedores do terreno e com uma incomparável perícia no manejo dos cavalos, dos quais se dizia que realizam nas planícies americanas a fábula dos centauros. A luta contra esses guerrilheiros fantásticos, que apareciam e desapareciam num momento, depois de terem vibrado os seus golpes mortais foi muito dura e colocou por diversas vezes o jovem brigadeiro em grande perigo, nomeadamente numa noite em que foi surpreendido por um destacamento de cavalaria das forças de Juan Antonio Lavalleja, tendo-lhe morrido o cavalo, defendeu-se a pé, devendo a sua salvação a um sargento que lhe cedeu o cavalo, e que no ato perdeu um braço, decepado por uma cutilada que ia com destino a Saldanha.
Terminada a guerra, com a consolidação da ocupação portuguesa da Cisplatina, em 1821 Saldanha foi nomeado capitão-general da Província do Rio Grande do Sul, sucedendo no cargo a José Maria Rita de Castelo Branco, o conde da Figueira. Durante o seu governo no Rio Grande do Sul, no qual tomou posse em 20 de agosto de 1821, conseguiu manter Porto Alegre relativamente em paz, a despeito das constantes manifestações em prol de mais liberdade política para a província. Também durante o seu governo foi feita a compra, por subscrição pública patrocinada pela presidência da província, da tipografia que permitiu a impressão do primeiro jornal local, o Diário de Porto Alegre. Saldanha entregou-se dedicadamente ao seu governo, provando ser hábil administrador.
Durante a sua estada no Rio Grande do Sul conheceu Auguste de Saint-Hilaire, que descreveu Saldanha como um homem de maneiras distintas, poliglota, pois falava francês, inglês e espanhol.
Entretanto crescia a tensão entre as Cortes Gerais e Extraordinárias da Nação Portuguesa e o governo do Rio de Janeiro, com o príncipe D. Pedro a recusar regressar a Lisboa, num processo que anunciava a independência do Brasil. Pouco antes da Independência, ainda chegou a fazer parte da Junta governativa gaúcha, como presidente, de 22 de fevereiro a 29 de agosto de 1822.
Perante a decisão de aderir à nova nacionalidade ou deixar o Brasil, Saldanha pediu a sua demissão, sendo a 8 de agosto de 1822 chamado de volta ao Rio de Janeiro. Partiu a 29 de agosto para aquela cidade, acompanhado por uma escolta, numa situação de quase prisão, publicando ali a carta com que pedira a demissão. Consumada a independência brasileira a 7 de setembro daquele ano, apesar do novo imperador lhe oferecer um posto no novo exército brasileiro, insistiu no seu desejo de regressar a Portugal e foi autorizado a partir a bordo do brigue Três Corações, embarcando a 4 de dezembro de 1822. Deixara no Rio Grande a esposa, que fora ter com ele, e os filhos que tinham ali nascido, que pouco depois partiram para Portugal.

### Regresso a Portugal, aVilafrancadae a restauração absolutista
Chegado a Lisboa, foi de imediato nomeado comandante de uma expedição que ia embarcar para a Bahia com o objetivo de submeter o recém-independente Brasil à obediência da metrópole. Perante a ordem para que embarcasse imediatamente na fragata Pérola, Saldanha declarou ao Ministro da Guerra, então Manuel Gonçalves de Miranda, ser-lhe impossível partir sem conhecer a missão e as forças de que dispunha. Perante a recusa, em fevereiro de 1823, por ordem das Cortes, foi enviado preso para o Castelo de São Jorge, aguardando julgamento em conselho de guerra. Entretanto, em sua defesa publicou um opúsculo expondo os motivos da recusa.
Estava na prisão quando ocorreu a Vilafrancada, sendo então liberto. Apresentou-se de imediato a D. João VI, a quem ofereceu os seus serviços, sendo dispensado pelo rei de responder em conselho de guerra. Foi então nomeado comandante do exército de observação que se formou no Alentejo em consequência de, no Congresso de Verona, a Santa Aliança ter imposto o restabelecimento do absolutismo de Fernando VII de Espanha e enviado um numeroso contingente de tropas francesas (os Cem Mil Filhos de São Luís) para território espanhol. O restabelecimento do absolutismo em Espanha era visto como uma ameaça ao regime português, o que impunha uma especial proteção das fronteiras, daí a criação daquele exército de observação na região onde se previa pudesse haver incursão. Esse exército foi dissolvido quando, no início de 1825, a situação política em Espanha sossegou. Saldanha foi então nomeado, a 8 de abril de 1825, para o cargo de governador das armas da cidade do Porto.
Quando D. João VI faleceu em 10 de março de 1826, a regência do Reino ficou assegurada por um conselho presidido pela infanta D. Isabel Maria de Bragança. Proclamada a realeza do infante D. Pedro, com o nome de D. Pedro IV de Portugal, o novo soberano enviou do Brasil, pelo antigo embaixador britânico Charles Stuart, uma Carta Constitucional, recebida com entusiasmo pelos liberais, que deveria ser solenemente jurada. Entretanto, a infanta D. Isabel Maria, que se havia rodeado dum ministério claramente conservador, usou vários pretextos para impedir a publicação e o juramento da Carta. Perante o impasse, foi grande a impaciência dos liberais, que protestaram energicamente contra a demora.
Foi nesse contexto que Saldanha desempenhou pela primeira vez um papel político de primeiro plano ao impor à regência, em julho de 1826, a imediata proclamação da Carta Constitucional: como governador militar, escreveu à regente e ao governo, e como as respostas tardassem, enviou a Lisboa o coronel Rodrigo Pinto Pizarro, que não só repetiu as instâncias do brigadeiro Saldanha para que fosse jurada a Carta, mas que da parte do mesmo general convidou os comandantes dos corpos militares da capital a dirigirem à regente um manifesto no mesmo sentido. Perante a intimação e a ameaça de revolta do exército, a regência cedeu, e a 12 de julho a Carta Constitucional foi publicada na Gazeta de Lisboa, marcando-se o dia 31 daquele mês para o juramento. Quando a notícia chegou ao Porto, Saldanha foi aclamado como um herói, realizando-se entusiásticas manifestações, com festas para celebrar o juramento da Carta e o levantamento de arcos triunfais em diversas ruas.
Jurada a Carta a 31 de julho, o governo demitiu-se e logo no dia 1 de agosto foi o brigadeiro Saldanha nomeado Ministro da Guerra, o seu primeiro posto ministerial numa carreira que o levaria 24 vezes a assumir funções governativas. No Porto repetiram-se as manifestações de regozijo dos liberais quando no dia 3 de agosto ele partiu para Lisboa para tomar posse do seu cargo.
No exercício das funções de Ministro da Guerra coube a Saldanha reprimir as sedições e tentativas de levantamento militar por parte dos partidários de D. Miguel e conter a crescente pressão legitimista sobre o nascente regime liberal, acirrada com o juramento da Carta Constitucional. A mais importante das tentativas de levantamento ocorreu a 20 de outubro, no Algarve, quando uma revolta militar miguelista ameaçou desestabilizar o regime. Perante o perigo, Saldanha avançou pessoalmente para a subjugar, tendo os revoltosos, avisados do avanço das forças leais ao governo, atravessado o rio Guadiana e procurado refúgio em Ayamonte, na Andaluzia. Retomado o controlo governamental sobre as forças militares estacionadas no Algarve, Saldanha regressou de imediato a Lisboa, deixando a António José Severim de Noronha, o 7.º conde de Vila Flor, o comando das tropas liberais naquela região.
Logo após a chegada a Lisboa, adoeceu gravemente, tendo estado às portas da morte, o que o obrigou a afastar-se do serviço público durante mais de cinco meses. Quando regressou ao seu posto ministerial concluiu que na sua ausência o governo se tinha desviado do plano inicialmente traçado e se aproximava das posições anti-cartistas que tinha sido aparentemente derrotadas pelo pronunciamento que liderara em julho do ano transacto. Decidiu tomar um conjunto de medidas tendentes a reduzir a influência do partido contrário à Carta Constitucional, entre as quais a substituição do redator da Gazeta de Lisboa, ao tempo o jornal oficial do governo, a demissão do regedor das justiças do Porto, do intendente da policia e do presidente do Tribunal da Relação de Lisboa. Quando a infanta D. Isabel Maria recusou a assinatura dos decretos que determinavam as demissões, Saldanha pediu a sua demissão, a qual lhe foi concedida a 23 de agosto de 1827.
A demissão de Saldanha não passou despercebida e na noite imediata, em sinal de protesto contra a demissão do general, foram organizadas imponentes manifestações noturnas entre 24 e 27 de julho de 1827, que ficariam conhecidas como archotadas, por serem feitas à luz de archotes. Durante as manifestações, Saldanha foi aclamado como o heroico paladino da liberdade que o poder absoluto pretendia destruir. As manifestações e as declarações feitas sobre a demissão criaram junto dos poderes estabelecidos a convicção de que Saldanha seria um anarquista e republicano, imagem que durante muito tempo o marcou. Ainda assim, em 1827 Saldanha foi elevado a conde de Saldanha, título que contudo só seria confirmado por decreto de 14 de janeiro de 1833.
Saldanha ainda tentou influenciar D. Pedro no sentido de evitar a nomeação do infante D. Miguel para o lugar de regente. Vendo que a nomeação era inevitável, quando soube da ordem de retirada que fora dada às forças britânicas que estavam aquarteladas em Lisboa sob o comando do general William Henry Clinton, percebendo que correria perigo se permanecesse em Portugal, acompanhou aquelas forças e partiu para o exílio em Londres. Pouco depois o infante D. Miguel era aclamado rei e o regime absolutista era restaurado.

### O exílio, aBelfastadae a guerra civil

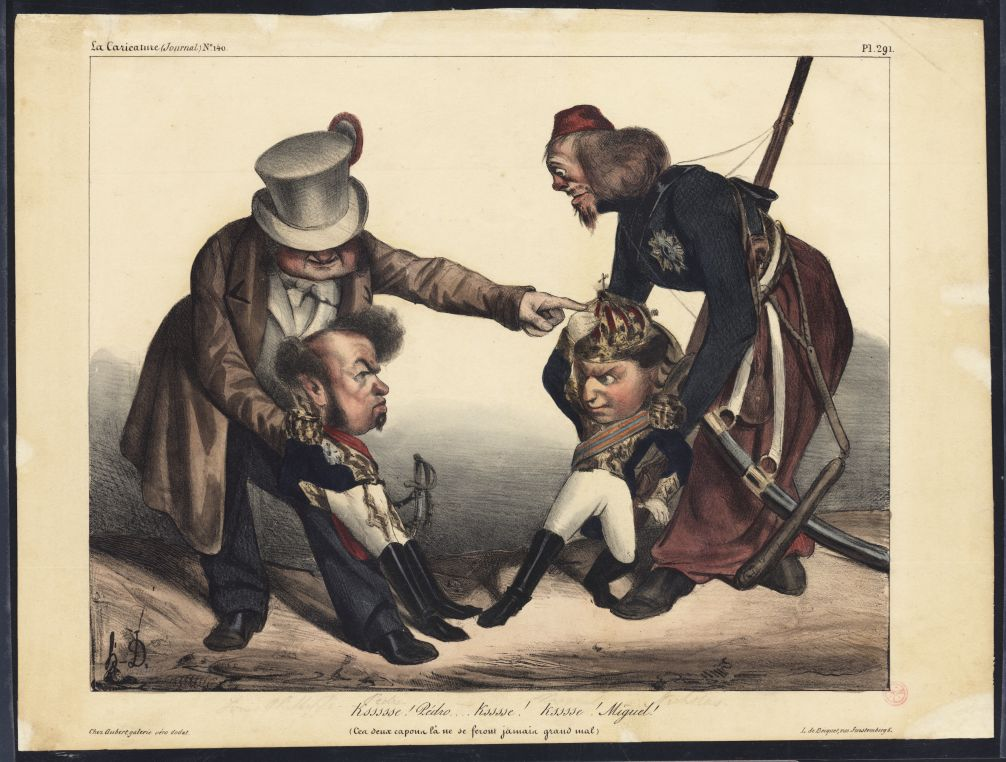
Charge do confronto entre D. Pedro I e D. Miguel nas Guerras Liberais.

Saldanha instalou-se em Londres, onde foram entretanto chegando diversos oficiais militares e intelectuais portugueses, entre os quais Pedro de Sousa Holstein, o futuro duque de Palmela. Embora fossem muitas as quezílias que grassavam entre os emigrados liberais em Inglaterra, Saldanha e Palmela acabaram por paulatinamente se assumir como os líderes incontestados da comunidade emigrada, cada um deles encabeçando fações (os futuros partidos) em que os emigrados se foram agrupando: a ala mais moderada de Palmela e a ala mais radical de Saldanha.
Quando a 11 de junho de 1828 o infante D. Miguel se fez proclamar rei absoluto, uma parte importante do Exército Português não aceitou o retrocesso ao anterior regime, tendo-se de imediato revoltado a guarnição da cidade do Porto, num movimento ao qual aderiu boa parte das tropas aquarteladas no norte de Portugal. Organizou-se então uma Junta Provisória que de imediato confiou o comando das forças revoltosas ao general Francisco Saraiva da Costa Refoios. Tendo a notícia chegado a Londres, Saldanha e Palmela decidiram partir para o Porto, supondo que a sublevação ganhara o apoio popular e da maioria do exército. Para a viagem fretaram o vapor Belfast, daí que o episódio subsequente ficasse conhecido pela Belfastada, e a 16 de junho de 1828 partiram para o Porto, levando a bordo diversos generais e aristocratas, entre os quais Bernardo de Sá Nogueira, Thomas Stubbs e Azeredo.
Como a esquadra de D. Miguel tinha imposto um bloqueio naval à foz do Douro, o Belfast foi desembarcar os seus passageiros a alguma distância do Porto. Quando entraram na cidade, não encontraram a adesão popular que esperavam e foram informados que as forças comandadas por Saraiva Refoios, depois de ocupar Coimbra, tinham sido batidas em diversos recontros e estavam em retirada sobre o Porto. Saldanha ainda tomou o comando e postou algumas das forças liberais em Grijó, numa posição vantajosa, ao passo que o general Thomas Stubbs se fortificava com outra força em Valongo. Apesar disso, o exército absolutista conseguiu chegar ao Porto, o núcleo da revolta, sem serem travadas pelos liberais, em boa parte devido à inoperância de Saldanha.
A 30 de junho, apesar de Palmela ter nesse dia passado revista às tropas, numa falsa ostentação de poder, a liderança liberal recolheu-se a Santo Ovídio, em Vila Nova de Gaia, tomando como certa a derrota. A 2 de julho, numa reunião extraordinária da Junta Provisória, foi decidida a dissolução do movimento, a retirada das tropas para a Galiza e o regresso imediato a Londres dos emigrados. Nessa mesma noite, a liderança do movimento retirou-se para bordo do Belfast, com a notável exceção de Bernardo de Sá Nogueira, o futuro marquês de Sá da Bandeira, do coronel Joaquim de Sousa Quevedo Pizarro e do desembargador Joaquim José de Queiroz. O vapor partiu no dia imediato com destino a Londres e nesse mesmo dia o exército legitimista entrou na cidade do Porto, enquanto o que restava do exército liberal se retirava para a Galiza sob o comando de Sá Nogueira.
Apesar da operação se ter saldado num fiasco, ainda assim o prestígio de Saldanha não sofreu grande abalo, e com o seu regresso a Londres reassumiu a liderança da ala radical, dentro em pouco fortalecida pelo afluxo de novos emigrados chegados do Porto via Galiza. Este reforço de emigrados, resultado directo da Belfastada e do sucesso do coronel Pizarro na condução das forças liberais derrotadas até à Galiza, veio reforçar a capacidade dos liberais no exílio influenciarem os governos britânico e francês, países em cujo território se refugiaram e que passaram a ter motivos para activamente procurar uma solução que permitisse o repatriamento dos exilados portugueses. Foi nesse contexto que Saldanha se revelou progressivamente mais influente, embora cada vez mais afastado de D. Pedro de Bragança, que por ele nutria poucas simpatias, o que se reflectiu em escritos publicados por Saldanha.
Desencadeada a Guerra Civil, Saldanha passou a ser o líder incontestado da esquerda liberal, opondo-se ao domínio de Pedro de Sousa Holstein, o futuro duque de Palmela entre os emigrados. Contudo, a verdadeira relevância de Saldanha foi fruto de um incidente não planeado: a captura por forças navais britânicas da expedição que em finais do ano de 1828 foi organizada em Plymouth, comandada por Saldanha, destinada a socorrer as forças liberais cercadas na ilha Terceira, nos Açores, onde o Batalhão de Caçadores n.º 5 se rebelara e impusera a obediência aos liberais.
Composta por 650 voluntários recrutados entre os emigrados na Inglaterra, a expedição embarcou nos brigues Susana e Lyra e nas galeras Minerva e Delfins, navios expressamente fretados para o efeito. A saída da expedição, desarmada por imposição do governo britânico, foi conseguida a muito custo, não ficando claro que o destino final era os Açores, fazendo os britânicos saber que preferiam que os navios se dirigissem ao Brasil. Estas dificuldades, resultantes do equilíbrio diplomático que o governo britânico, chefiado por Arthur Wellesley, 1.º lorde Wellington, procurava encontrar no contexto europeu face às pressões da Santa Aliança e à vontade de manter um relacionamento estável com o governo absolutista de D. Miguel I, que ao tempo governava em Lisboa, tinham levado pouco antes o governo britânico a determinar o bloqueio naval da Terceira, não permitindo o rearmamento dos liberais ali instalados. Nesse contexto, quando a 16 de janeiro de 1829 os navios que transportavam as forças comandadas por Saldanha chegaram às imediações da ilha Terceira, onde já se preparavam para desembarcar, foram intercetados duas fragatas britânicas, sob o comando do comodoro William Walpole, que pela força os impediram de se aproximar da ilha.
Depois de uma azeda troca de cartas entre Saldanha e o comodoro William Walpole, nas quais Saldanha se declara prisioneiro de guerra e acusa os britânicos de um acto hostil, os navios que transportavam as forças liberais, que não tinham abastecimentos que lhes permitissem atingir o Brasil, foram comboiados em direção ao noroeste europeu, apenas sendo libertados nas imediações do Cabo Finisterra, na Galiza. Saldanha, com o capital de queixa que a intervenção britânica lhe granjeara, decide ir para o porto de Brest e aí reiniciar a pressão diplomática junto das potências europeias. Ciente que a sua vitimização às mãos dos britânicos não deixaria de suscitar a simpatia dos franceses, viajou para Paris onde parlamentares como Benjamin Constant, o marquês de La Fayette e Horace Sébastiani se pronunciaram a favor da liberdade dos mares, reprovando o procedimento britânico. O trunfo diplomático conseguido levou a que também na Grã-Bretanha a posição governamental fosse criticada pela ala mais liberal, tendo intelectuais e políticos, como James Mackintosh e lorde Palmerston, censurado o procedimento do governo.
A manobra diplomática de Saldanha levou ao relaxamento das restrições impostas aos liberais portugueses no seu relacionamento com os Açores e com o Brasil, permitindo a partida da expedição comandada por António José Severim de Noronha, conde de Vila Flor, para a Terceira e o rearmamento dos liberais ali acantonados. Também levou a que o governo francês decidisse apoiar financeiramente os emigrados portugueses, incluindo os acantonados em Plymouth. Igual simpatia foi conquistada junto da opinião pública francesa, levando a que apenas num baile organizado por senhoras da aristocracia se conseguissem recolher 30 000 francos a favor da causa liberal portuguesa.
Apesar das dificuldades financeiras em que vivia, com a subvenção de 90 francos mensais que lhe era concedida pelo governo francês a não ser suficiente para manter a mulher e os filhos, Saldanha permaneceu em França, escrevendo para a imprensa liberal para complementar os seus proventos. Entre outros periódicos, colaborou no Le National, órgão da tendência democrática redigido por Armand Carrel, onde colaboravam alguns dos vultos notáveis do partido liberal em França. Esta colaboração, bem como a fama que granjeara com as archotadas de 1827, fizeram dele uma das figuras mais carismáticas da esquerda portuguesa daquela época, ideologicamente muito afastado das posições cartistas de Palmela e de D. Pedro IV.
A diferenciação ideológica de Saldanha e o antagonismo doutrinário que gerava, acrescido das frequentes intrigas que grassavam entre a emigração liberal, levou a que o grupo mais próximo de D. Pedro IV o ostracizasse. Assim, quando se organizou em Belle-Isle a expedição destinada a reforçar as forças liberais nos Açores e a partir daí tentar derrubar o governo de D. Miguel I, Saldanha foi excluído, com a desculpa que Fernando VII de Espanha ameaçava intervir na contenda com um exército de 40 000 homens, se Saldanha fizesse parte da expedição.
A partida da expedição aos Açores forçou Saldanha a explicar no Le National, edição de 13 de janeiro de 1831, e numa circular impressa dirigida aos seus amigos, as razões da sua forçada ausência. Permaneceu em Paris, dedicando-se à escrita, até finais de 1832, quando D. Pedro IV, desanimado com o andamento do Cerco do Porto e desiludido com o comando do general Jean-Baptiste Solignac, chamou ao Porto todos os militares que permaneciam emigrados, com exceção do coronel Pizarro. Obedecendo ao chamamento do príncipe, Saldanha, com Thomas Stubbs e Diocleciano Leão de Brito Cabreira, desembarcou na Foz do Douro a 28 de janeiro de 1833.
Saldanha recebeu de imediato o comando da esquerda da linha de defesa da cidade do Porto. Nesse mesmo dia, desobedecendo às instruções do general Solignac, atacou rapidamente a zona do Pinhal, ainda mal guarnecida pelo inimigo, e assenhoreou-se dela quase sem perdas. A partir daí, sem mais pensar no comandante em chefe, Saldanha conduziu de forma autónoma as suas operações, somando vitórias onde antes tinham fracassado os esforços dos liberais.  Entretanto o general Solignac, descontente com a conduta de Saldanha, terá querido mandá-lo fuzilar ao saber que ele tivera conferências secretas com o general miguelista José António de Azevedo Lemos a bordo dum navio inglês. Contudo, Saldanha conseguiu explicar que tivera essas conferências para pôr termo à guerra, prosseguindo por meios pacíficos os esforços em prol da causa liberal, sem derramar mais sangue português. O relacionamento entre Saldanha e Solignac levou o último a pedir a demissão, quando se realizou um conselho de guerra em que se decidiu, contra a sua vontade, pelo plano proposto por Saldanha, que pretendia realizar uma expedição ao Algarve, aí desembarcando forças que permitissem criar uma segunda frente de combate e assim enfraquecer o cerco do Porto e perturbar a defesa de Lisboa.
A partir daí Saldanha passou a ser o líder militar incontestado das forças liberais, pois D. Pedro nomeou-o chefe do estado-maior, que equivalia a confiar-lhe o comando em chefe do exército. A nomeação, acolhida com entusiasmo, permitiu a Saldanha desenvolver uma táctica arrojada e rápida, obtendo vitória atrás de vitória. Foi promovido por distinção no campo da batalha ao posto de tenente-general e foi consolidando uma aura de invencibilidade e de denodo, que fez dele o militar mais influente de toda a campanha. Uma vitória em Bonfim, num recontro em que morreu o seu sobrinho D. Fernando de Almeida e foram feridos quase todos os oficiais do seu estado-maior, valeu-lhe a grã-cruz da Ordem da Torre e Espada.
Tomada a cidade de Lisboa, Saldanha conseguiu finalmente romper o Cerco do Porto, numa brilhante sortida realizada a 18 de agosto de 1833. Vitoriado como um herói no Porto, parte para Lisboa, onde assume o comando do exército liberal, forçando os miguelistas a levantar o cerco da capital nos dias 10 e 11 de outubro de 1833. Rendido à sua eficiência como comandante militar, D. Pedro IV nomeou-o então marechal do Exército e mandou colocar de novo no pedestal da estátua de D. José I, no Terreiro do Paço, o medalhão de homenagem ao Marquês de Pombal, o glorioso avô de Saldanha.
Levantado o cerco de Lisboa, Saldanha sai em perseguição do que resta do exército de D. Miguel e consegue batê-lo na Batalha de Almoster, selando assim a vitória liberal. Quando a 26 de maio de 1834 se assinou Convenção de Évora Monte, Saldanha, considerado como o verdadeiro autor da vitória, foi elevado a marquês, por decreto passado logo no dia seguinte, recebendo uma dotação de cem contos de réis em bens nacionais. Estava consagrado o herói: marechal do exército e marquês, fama de heroicidade e um ascendente sem precedentes sobre o Exército, nada faltava a Saldanha para se assumir como o mais influente dos políticos da sua geração.
Entretanto aderira à Maçonaria e de 1828 a 1837 foi o 1.º grão-mestre do Oriente Saldanha ou Maçonaria do Sul.

### Poder, diplomacia e golpismo

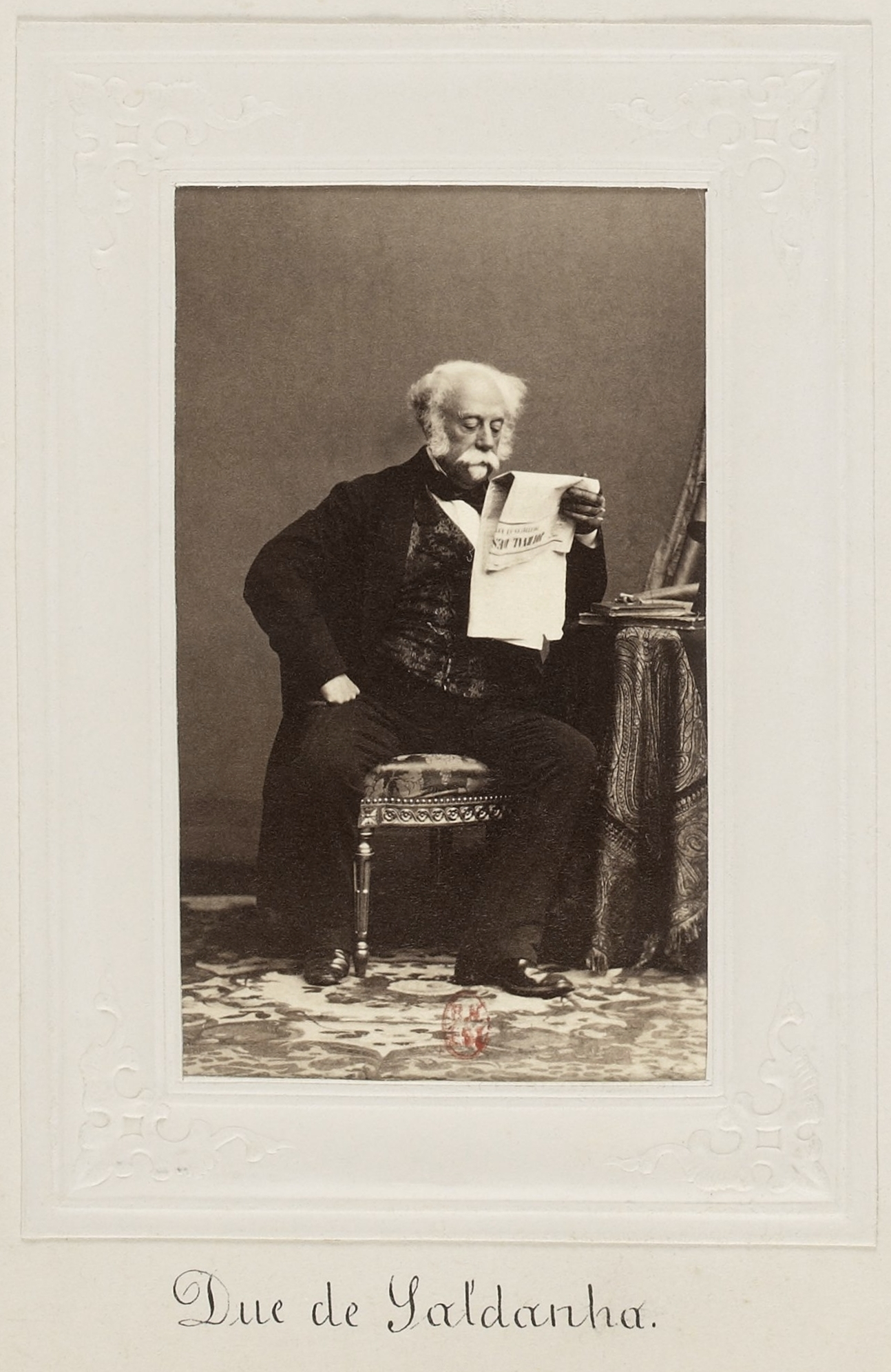
O Duque de Saldanha, ca. 1870

Terminada a guerra civil, boa parte dos líderes militares da fação vencedora ingressaram na política activa, assumindo lugares no novo Parlamento, as reabertas Cortes, e no governo. Entre os militares que fizeram esta transição estava Saldanha, que na ocasião transformou em capital político pessoal o imenso prestígio que granjeara durante a guerra. O arquitecto da vitória liberal, marechal do Exército, transitou directamente para a figura de líder incontestado da esquerda parlamentar, adquirindo paulatinamente o papel de eminência parda do regime da Monarquia Constitucional Portuguesa.
Nessa transição, Saldanha não descurou a sua ligação ao Exército, mantendo sempre uma estreita relação com a estrutura militar, o que lhe permitiu, até ao fim da vida, agir como um verdadeiro condottiero, recorrendo sem escrúpulos à força militar sempre que as circunstâncias políticas não lhe eram favoráveis. Na sua carreira política, o recurso ao golpismo, normalmente sob a forma de pronunciamentos assentes nas forças do Exército, foi uma constante que apenas terminou com a Saldanhada de 1870, quando já contava uns provectos 80 anos de idade.

#### O final do reinado de D. Pedro e odevorismo
Apesar das honrarias que foi obrigado a conceder a Saldanha, D. Pedro IV de Portugal nunca confiou no seu marechal. Assim, terminada a guerra e abertas as cortes em 15 de agosto de 1834, Saldanha não foi chamado ao governo, tomando assento na Câmara dos Deputados, para a qual fora eleito. No parlamento assumiu-se como o líder da oposição ao primeiro ministério constitucional, presidido por Pedro de Sousa Holstein, o duque de Palmela, o seu rival nos tempos de exílio.
Quando D.Pedro faleceu, em 24 de setembro de 1834, com apenas 35 anos de idade, a posição de Saldanha melhorou substancialmente, já que com o rei desaparecia a principal força que o mantinha afastado do poder. Assim, pouco depois de assumir a condução dos assuntos do trono, a 27 de maio de 1835, a rainha D. Maria II de Portugal chamou-o ao poder, confiando-lhe a presidência do conselho de ministros e a pasta de Ministro da Guerra, num governo de concertação (ao tempo designado de fusão) que tentava juntar os líderes das várias famílias políticas do liberalismo: o duque de Palmela, o marquês de Loulé, Manuel António de Carvalho (o futuro barão de Chanceleiros) e João de Sousa Pinto de Magalhães. O elenco ficou completo quando Rodrigo da Fonseca Magalhães assumiu a pasta de Ministro do Reino.
Com uma composição politicamente tão heterogénea, este governo, como os restantes do devorismo, teve curta duração. Foram factores na queda do governo, entre outros, a falta de consenso em torno da intervenção de forças portuguesas na luta contra os carlistas em Espanha, decidida por Saldanha, a acirrada oposição que as reformas propostas por Rodrigo da Fonseca para o sector da educação, então designado por instrução pública, desencadeou junto de largos sectores políticos, a decisão do António José de Sousa Manuel de Menezes Severim de Noronha, o duque da Terceira, comandante em chefe do Exército, relativamente ao papel dos oficiais nas eleições e a decisão de vender em hasta pública terrenos públicos nas lezírias dos rios Tejo e Sado. A crescente instabilidade política e as divisões no interior do governo originaram a queda do ministério, e a 25 de novembro de 1835 Saldanha foi obrigado a ceder a presidência a José Jorge Loureiro.

#### ARevolução de Setembroe aRevolta dos Marechais
Afastado do poder, Saldanha retirou-se ostensivamente para Sintra, aí permanecendo até ao advento da Revolução de Setembro, que inicialmente apoiou. Contudo, por esta altura iniciou uma clara inflexão na sua postura política, rejeitando o esquerdismo do setembrismo, passando a defender a Carta Constitucional de 1826 como a solução para a organização política de Portugal, integrando-se claramente na fação afeta ao cartismo.
Assim, quando julgou que o poder resultante da Revolução de Setembro fora demasiado longe no esvaziar das competências régias, considerando em perigo as prerrogativas e a dignidade da rainha, organizou um pronunciamento militar visando interromper o processo de elaboração da nova constituição. Para tal, conseguiu o acordo prévio do duque da Terceira e marchou para o norte de Portugal a 27 de julho de 1837, entrando pelas Beira Interior, onde se lhe juntaram algumas tropas.
Contudo a adesão militar e o apoio popular ao pronunciamento, que ficaria conhecido pela Revolta dos Marechais, foram menores do que Saldanha e os seus seguidores esperavam, pois as memórias do devorismo e os anseios que tinham levado à revolução popular setembrista ainda estavam bem vivos.
O governo reagiu com rapidez, enviando uma importante força comandada pelo brigadeiro José Lúcio Travassos Valdez, o barão de Bonfim, em perseguição das forças comandadas por Saldanha. Contudo, Saldanha, recorrendo à habilidade que o distinguia, escapou-se realizando uma série de marchas estratégicas e reuniu-se em Torres Vedras com as restantes forças sublevadas, comandadas pelo 1.º Duque da Terceira e por Luís da Silva Mouzinho de Albuquerque.
Em Torres Vedras os dois marechais-duques formaram uma regência provisória, reorganizaram as suas forças e marcharam sobre Lisboa, acampando em Loures, de onde enviaram emissários às diversas unidades militares aquarteladas na capital incentivando-as à revolta. Quando ficou claro que não haveria adesão generalizada do Exército, Saldanha foi obrigado a retirar, pois as forças de que dispunha não permitiam atacar a cidade. Decidiram os marechais ir ao encontro da Divisão Auxiliar que fora enviada a Espanha e que ao tempo recolhia a Lisboa por ordem do governo, esperando que esta aderisse à sua causa.
Entretanto o barão de Bonfim, que permanecera com as suas forças em Pombal, partiram ao encontro das forças sublevadas, que encontraram a 28 de agosto de 1837 na localidade de Chão da Feira. O combate que ali se travou, conhecido pela Ação do Chão da Feira, terminou com o estabelecimento de uma trégua acordada entre Saldanha e Bonfim, que no meio da batalha se encontraram e suspenderam a luta para procurar um acordo sobre a questão constitucional. Os marechais retiraram para Alcobaça com as suas forças e Bonfim para Leiria. Reuniões realizadas em Aljubarrota entre emissários do governo e dos sublevados foram inconclusivas e as hostilidades prosseguiram, forçando os marechais a uma audaciosa retirada para Trás-os-Montes, onde em Chaves receberam a notícia da derrota das suas forças na Ação de Ruivães. Essa derrota, e a falta de apoio popular à restauração da Carta Constitucional pela via revolucionária, obrigaram Saldanha e os seus apoiantes a procurar refúgio em Espanha. Daí, Saldanha seguiu para o exílio em Paris.

#### O ingresso na diplomacia
Saldanha permaneceu em Paris até que foi amnistiado, incluído na amnistia que a rainha assinou a 4 de abril de 1838 para assinalar a entrada em vigor da Constituição Política da Monarquia Portuguesa de 1838, promulgada nesse mesmo dia. Tendo entretanto regressado a Portugal, instaurado um governo cartista, foi então feito embaixador e nomeado para várias embaixadas, passando quase todo o período entre 1841 e 1846 na carreira diplomática. Esteve em Londres, Madrid e Viena, mantido afastado da política interna, mas sempre encarado como um político na reserva, pronto a avançar para o poder quando que fosse preciso ou possível.
Durante este período aproveitou para se dedicar aos estudos filosóficos, publicando um livro sobre a filosofia de Friedrich von Schelling e convivendo com alguns dos mais conhecidos intelectuais europeus da época. Com o falecimento prematuro do seu filho Augusto Carlos de Saldanha Oliveira e Daun, 1.º conde de Almoster, fixou-se em Bruxelas, cidade onde se encontrava em princípios de 1846 quando se intensificou a contestação ao cabralismo. Foi então solicitado por diversas personalidades a regressar a Portugal e assumir a liderança da oposição ao governo de Costa Cabral. Quando em abril daquele ano de 1846 se desencadeou a Revolução da Maria da Fonte, que a 20 de maio levou à queda do governo de Costa Cabral, decidiu-se regressar, entrando em Lisboa a 23 de julho.

#### AEmboscada, a Convenção de Gramido e a Regeneração
Chegado a Lisboa, Saldanha moveu-se rapidamente no sentido de reganhar a confiança do Exército e de se posicionar para assumir o poder. Perante um governo fraco, presidido pelo seu antigo rival o Duque de Palmela, a ascensão de Saldanha foi fácil: foi nomeado Ministro da Guerra e pouco depois, na noite de 5 para 6 de outubro, liderou o golpe palaciano que ficaria conhecido pela Emboscada, assumindo então a presidência do governo.
O golpe palaciano desencadeou a Revolução do Minho e a consequente guerra civil da Patuleia. Na cidade do Porto formou-se uma Junta Governativa do Porto, de orientação setembrista, para dirigir a revolta, a qual enviou Francisco Xavier da Silva Pereira, o conde das Antas, à frente das tropas sublevadas, para impor em Lisboa a queda do governo. Aquelas forças avançaram até Santarém, de onde se destacou para Alcobaça e Caldas da Rainha uma divisão comandada por José Lúcio Travassos Valdez, o conde do Bonfim.
Perante o crescendo dos confrontos, Saldanha foi obrigado a deixar o governo para assumir o comando das tropas leais ao governo cartista. Com essas forças, ocupou o Cartaxo. Atacou então as forças comandadas pelo conde do Bonfim, que seguiam para Torres Vedras, obrigando à capitulação de toda a divisão depois da batalha de Torres Vedras, travada em 22 de dezembro de 1846.
O Conde das Antas viu-se então obrigado a retirar para a cidade do Porto, seguido pelas forças de Saldanha, as quais ocuparam Oliveira de Azeméis, cortando a comunicação terrestre entre o Porto e o sul de Portugal. Esta situação mantinha-se quando a intervenção da Quádrupla Aliança pôs termo à guerra civil, forçando a assinatura da Convenção de Gramido, a 29 de junho de 1847.
Entretanto, Saldanha fora agraciado com o título de duque, título de juro e herdade, por decreto de 4 de novembro de 1846.
Estabilizada a situação militar após a Convenção de Gramido, a 18 de dezembro de 1847 coube a Saldanha regressar à presidência do governo, no qual a partir de março de 1848 passou a acumular a pasta de Ministro do Reino. Passou então a frequentar assiduamente as Cortes, onde se afirmou como um excelente orador. Foi também elevado ao pariato e nomeado mordomo-mor da rainha por decreto de 19 de setembro de 1848.
Contudo, Costa Cabral, agora conde de Tomar, não tinha perdido ainda a sua influência sobre a rainha e os seus conselheiros, e a 19 de junho de 1849 conseguiu obter a demissão do governo de Saldanha, assumindo a presidência do novo ministério. Estava declarada a guerra entre os dois antigos aliados cartistas: Saldanha, apesar de afirmar respeitar a decisão da rainha, começou a fazer uma oposição furiosa ao novo governo. A 5 de fevereiro de 1850, quando se discutiu o comportamento escandaloso do Conde de Tomar, Saldanha aliou-se à oposição, votando no sentido de ele ser julgado em tribunal. Entretanto, o conde de Tomar, com a sua habitual energia, aconselhou a rainha a que demitisse Saldanha do cargo de mordomo-mor da Casa Real, o que ocorreu a 7 de fevereiro. Ferido no seu amor próprio, a 12 de fevereiro o marechal pediu a demissão de todos os seus cargos e comissões, e saiu a campo, publicando um duro libelo ao procedimento da rainha. A publicação do folheto resultou numa viva polémica, com reflexos na imprensa e com a impressão de vários opúsculos e panfletos.
A desforra de Saldanha não demorou: com o pretexto da eminência de uma revolução popular que poria em risco o trono e a dinastia, decidiu recorrer novamente à força militar e organizar um pronunciamento. Apesar de ter recebido o apoio do Partido Progressista, liderado pelo Conde das Antas, recusou o envolvimento partidário e decidiu optar por uma solução puramente militar, da qual saísse livre de quaisquer peias partidárias. O golpe, que daria origem à Regeneração, iniciou-se a 7 de abril de 1851, quando Saldanha saiu de Sintra com um grupo de oficiais do seu estado-maior.
Saldanha dirigiu-se a Mafra, com a intenção de obter o apoio do Regimento de Infantaria N.º 7, mas apenas alguns soldados daquela unidade militar o seguiram. Das unidades aquarteladas na região de Lisboa recebeu apenas alguns batalhões do Regimento de Caçadores N.º 1, de Setúbal. Dirigindo-se para norte, apenas conseguiu a adesão do Regimento de Infantaria N.º 5, que estava em Leiria.
Esta fraca adesão levou Saldanha a considerar perdida a insurreição, já que quase todos os coronéis eram cabralistas e sonegavam os respectivos regimentos à influência do marechal. Face a isso resolveu procurar refúgio na Galiza, estando em Lobios quando recebeu cartas de José Estêvão e de outros notáveis do Partido Progressista que lhe comunicavam o inesperado triunfo do movimento em Lisboa. Entretanto a guarnição do Porto sublevara-se a favor de Saldanha, matando um dos coronéis que se opusera à revolta.
Perante este novo estado das coisas, o conde de Tomar teve de partir para o exílio e Saldanha regressou a Portugal e entrou triunfante no Porto, onde se lhe foi reunir em pouco tempo quase toda a divisão que sob o comando do rei consorte D. Fernando saíra de Lisboa para se lhe opor. Consolidada a vitória, a 13 de maio de 1851 entrou triunfalmente em Lisboa, festejado com delirantes ovações, iluminações e filarmónicas tocando um hino composto em sua honra. Numa suprema vingança, o marechal Saldanha passou com as suas tropas em continência em frente do Palácio das Necessidades, mais como afronta à rainha, do que como um acto de submissão. El-rei D. Fernando entregou a Saldanha o bastão do comando em chefe do Exército, e a rainha teve também de o aclamar afirmando «Confio plenamente ao general e amigo do meu Pai o futuro deste País e da Coroa», enquanto o povo o aclamava como triunfador.
Instalado pela força e sem compromissos partidários, foi nomeado presidente do governo a 1 de maio de 1851, cargo que manteve até 6 de junho de 1856, data em que foi substituído por Nuno José Severo de Mendonça Rolim de Moura Barreto, o duque de Loulé. Com esta longa, para os padrões daquele tempo, permanência no governo iniciava-se a Regeneração, período marcado pelo investimento em obras públicas e pelo crescimento económico. Nesse período também promoveu uma importante revisão constitucional, o Acto Adicional à Carta Constitucional, que contribuiu para a estabilização do regime.

#### O regresso à diplomacia
Quando em 1856 o marquês de Saldanha cedeu o poder a um ministério constituído pelo Partido Progressista Histórico, ficou numa situação de disponibilidade pessoal e política: viúvo desde 1855 e com um imenso prestígio pessoal e político. Prudentemente, o governo convidou-o a regressar à actividade diplomática, nomeando-o embaixador em Roma.
Por esta altura resolveu também dedicar-se à promoção da homeopatia, pugnando pela sua introdução em Portugal, para o que publicou em 1858 um opúsculo que originou diversas respostas por parte da classe médica.
Nos 14 anos seguintes, de 1856 a 1870, o marechal Saldanha manteve-se afastado do poder, ocupado nas funções de embaixador de Portugal em Roma, em Paris, ou em Londres, onde se apresentava com grande esplendor e era um dos vultos mais notáveis do corpo diplomático. Paralelamente dedicou-se aos estudos filosóficos e à actividade intelectual, participando em diversos eventos académicos e em tertúlias filosóficas.

#### ASaldanhadae os últimos anos de vida

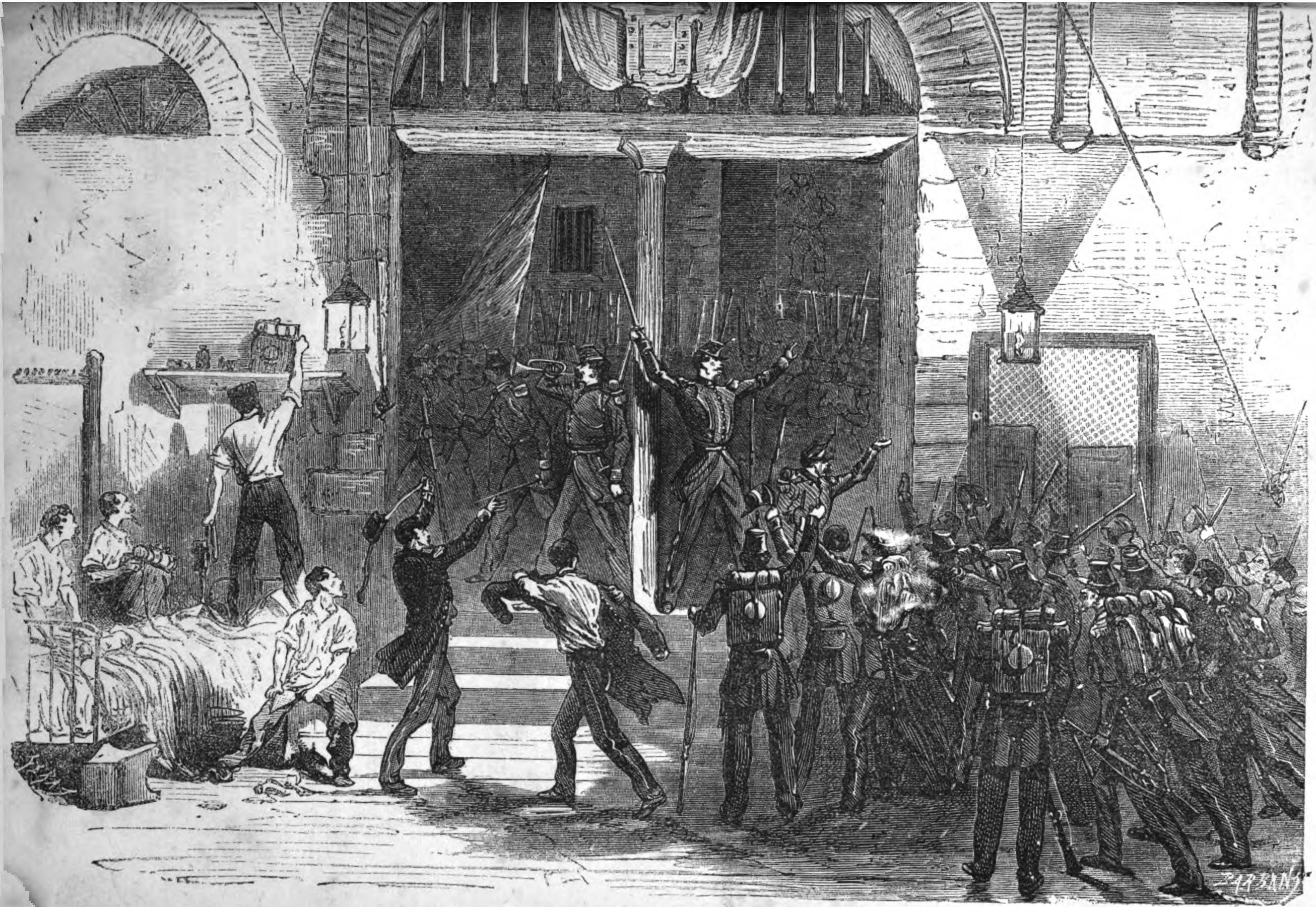
Pronunciamento em Lisboa.

Apesar de ausente de Portugal, o marechal Saldanha não deixou de cultivar a sua imagem junto do Exército e da esfera política. Mantinha que por mais duma vez o seu nome fora indigitado para a presidência do governo, constituindo-se como uma reserva moral da política portuguesa.
Foi nessa postura que em 1869, tendo visitado Lisboa, se julgou desconsiderado pelo governo do Partido Progressista, ao tempo presidido pelo duque de Loulé. Resolveu então demonstrar que, apesar dos seus 80 anos de idade, ainda conservava o antigo prestigio junto do Exército que lhe permitia organizar mais um pronunciamento. Nesse evento terá sido influenciado pelo conde de Peniche e pelo grupo de revolucionários que o acompanhavam.
Assim, num evento que ficaria conhecido pela Saldanhada, a 19 de maio de 1870 postou-se à frente do Batalhão de Caçadores n.º 5 e do Regimento de Infantaria N.º 7 e proclamou a demissão do ministério. O pronunciamento foi um inesperado êxito e apenas a Guarda Municipal de Lisboa e algumas forças de artilharia e de lanceiros permaneceram fiéis ao governo. Na noite daquele dia, Saldanha dirigiu-se ao Palácio da Ajuda à frente de uma força do Batalhão de Caçadores, sendo recebido pelo fogo de uma bateria do Regimento de Artilharia N.º 3, que guardava o rei que ali se encontrava.

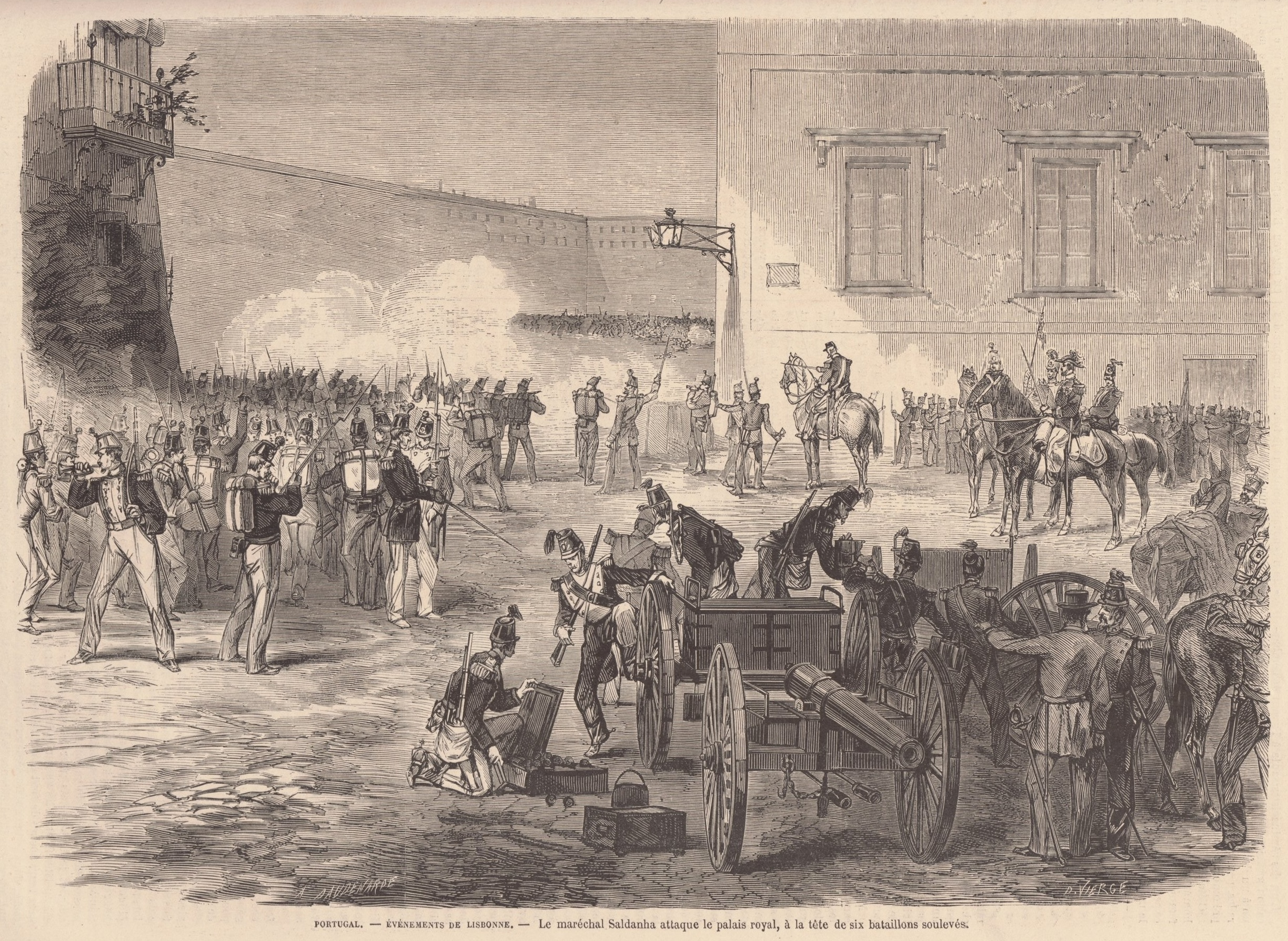
O marechal Saldanha atacando o palácio real (Le Monde Illustré, 1870).

A resistência da artilharia foi correspondido por disparos dos revoltosos, os quais causaram 5 mortos entre os defensores do Palácio, tendo várias balas esmigalhado as vidraças do paço furado os estuques. Apesar do ataque, o governo recusou demitir-se, mas o rei D. Luís I ficou aterrado, querendo de imediato pôr termo à contenda. Mandou então chamar o duque de Loulé para lavrar o decreto da demissão dos ministros, mas o duque recusou-se terminantemente a referendar o decreto. Depois de um curto impasse, vendo que o rei se obstinava em não querer resistir, cedeu, e foi reunir-se aos resto do governo para tentarem sufocarem a revolta. Contudo, sem o apoio real, o governo foi obrigado a aceitar o decreto da demissão e Saldanha ficou senhor da situação. A 25 de maio formou um ministério, sem apoio parlamentar, em que entravam D. António da Costa, o conde de Peniche, D. Luís da Câmara Leme, José Dias Ferreira e o conde de Magalhães, ficando Saldanha com a presidência e as pastas da guerra e dos estrangeiros. Promulgou uma série de reformas, mas, a 29 de agosto do mesmo ano de 1870, um outro golpe levou à queda do ministério.
Com a queda do seu governo ditatorial, Saldanha foi novamente forçado ao exílio dourado, desta feita nomeado como ministro plenipotenciário em Londres, onde veio a falecer com 86 anos de idade.

## Ocursus honorumde um colosso político

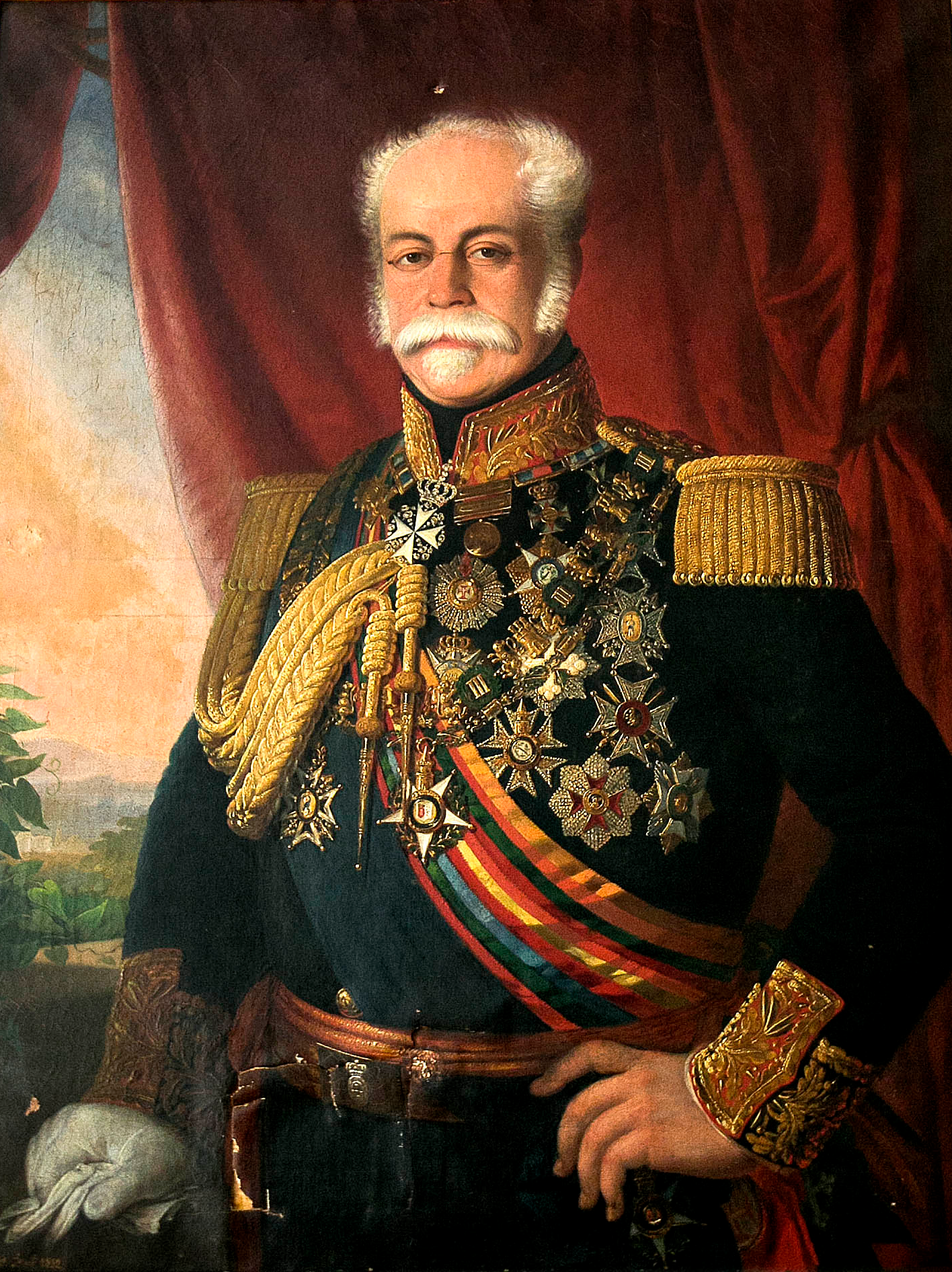
O Duque de Saldanha em uniforme militar, evidenciando as suas inúmeras condecorações.

Ao longo de mais de meio século de actividade política, Saldanha conseguiu construir um cursus honorum sem paralelo na vida política portuguesa até aos nossos dias. Para além de conde, marquês e duque de Saldanha, foi marechal do Exército Português, o mais alto posto militar disponível, foi ainda embaixador, deputado e par do reino, vinte e quatro vezes ministro e quatro vezes presidente do Conselho de Ministros (primeiro-ministro). Para ser usado pelo seu filho primogénito, foi-lhe concedido o título de conde de Almoster. Para além disso coleccionou medalhas e honrarias como ninguém o fizera antes, ou o fez depois. O Marechal Saldanha possuía as seguintes condecorações:
Ordens nacionais
- Grã-cruz da Ordem Militar de Cristo;
- Grã-cruz da Ordem Militar da Torre e Espada, do Valor, Lealdade e Mérito;
- Grã-cruz da Ordem de Nossa Senhora da Conceição de Vila Viçosa;
- Grã-cruz da Ordem Militar de Sant'Iago da Espada;

Ordens estrangeiras
- Grã-cruz da Ordem de São João de Jerusalém;
- Grã-cruz da Ordem de São Fernando;
- Grã-cruz da Ordem de Isabel a Católica, de Espanha;
- Grã-cruz da Ordem de Carlos III de Espanha
- Grã-cruz da Legião de Honra, de França;
- Grã-cruz da Ordem de São Gregório Magno, de Roma;
- Grã-cruz da Ordem de Pio IX, de Roma;
- Grã-cruz da Ordem de Ernesto Pio, de Saxe-Coburgo;
- Grã-cruz da Ordem de Leopoldo, da Áustria;
- Grã-cruz da Ordem de São Filipe do Leão de Limburg, dos Países Baixos;
- Grã-cruz da Ordem dos Santos Maurício e Lázaro, de Itália;
- Grã-cruz da Ordem de Leopoldo da Bélgica;
- Grã-cruz da Ordem de Alberto, o Valoroso, de Saxónia;
- Grã-cruz da Ordem do Salvador, da Grécia;
- Grã-cruz da Ordem da Águia Branca, da Rússia;
- Cavaleiro da Ordem do Tosão de Ouro, de Espanha;
- Cavaleiro da Ordem da Anunciação, de Itália (Savóia);

Medalhas comemorativas (entre outras)
- Condecorado com as medalhas do Buçaco, de San Sebastián e de Nive;
- Condecorado com as medalhas de 6 batalhas da Guerra Peninsular;
- Medalha da Estrela de Montevideu.

Academias
- Sócio emérito e vice-presidente da Academia Real das Ciências de Lisboa;
- Sócio da Sociedade Geológica de França;
- Sócio da Academia das Ciências e Belas Letras de Antuérpia;
- Sócio da Sociedade Estatística de França e de muitas outras associações cientificas e literárias da Europa.

Por decreto de 30 de outubro de 1862, foi agraciado com honras de parente (d' el-rei).

## Obras publicadas

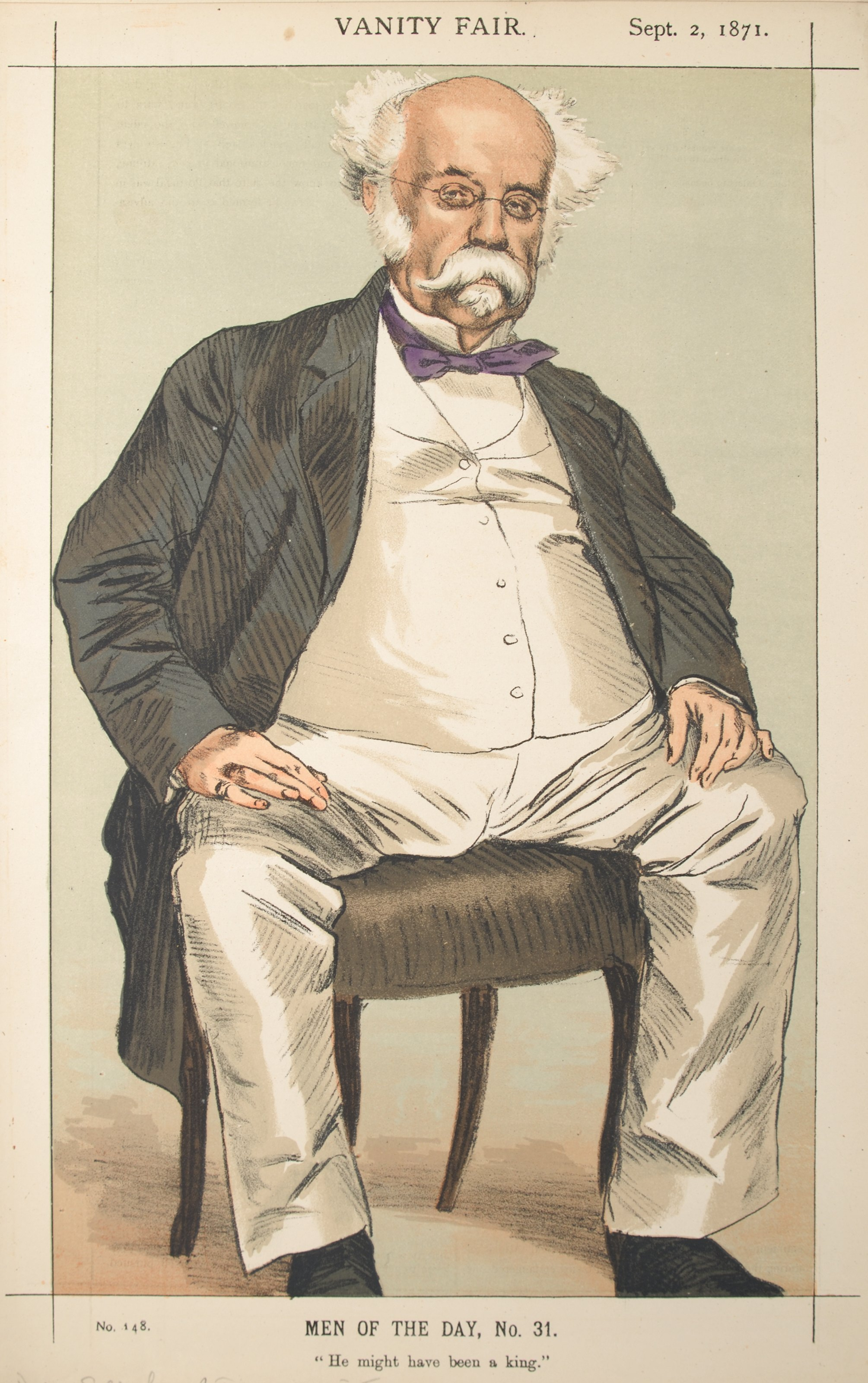
Caricatura do Duque de Saldanha publicada na edição de 2 de setembro de 1871 da Revista Vanity Fair. Na legenda, a frase "He might have been a King." (Ele poderia ter sido um rei.").

Para além da sua actividade político-militar, Saldanha dedicou-se à escrita, publicando diversos artigo nos periódicos da época e diversa monografias sobre temas muito diversos, da homeopatia à religião, à política e à filosofia. Entre as obras publicadas por Saldanha contam-se:
- Concordância das ciências naturais, e principalmente da geologia com o Génesis fundada sobre as opiniões dos santos padres e dos mais distintos teólogos; extraída de um trabalho do marechal marquês de Saldanha sobre a filosofia de Schelling, Viena, 1845;
- Curtíssima exposição de alguns factos, Lisboa, 1847;
- Algumas ideias sobre a Fé (folheto, datado de Lisboa, 17 de maio de 1857);
- Estado da medicina em 1858; opúsculo, dividido em cinco partes, dedicado a el-rei o Sr. D. Pedro V, e oferecido aos homens de consciência e superiores, que entre nós ensinam ou praticam a nobre e liberal profissão da medicina;
- Discursos do presidente de ministros, duque de Saldanha, proferidos nas sessões de 14 e 15 de fevereiro na câmara dos dignos pares, por ocasião das acusações feitas pela oposição, Porto, 1848.
- Il natale di Roma (conferência proferida quando embaixador em Roma, numa sessão da Academia dos Quirites (Accademia dei Quiriti), no palácio do príncipe de Alfieri, em 21 de abril de 1864, na presença de vários cardeais, prelados e outras personagens distintas);
- Duas palavras sobre a homeopatia como preservativo e curativo da cholera morbus (Lisboa, 1865);
- Carta sobre o casamento civil, dirigida ao Ex.mo presidente  do Conselho de Ministros (Lisboa, 1865);
- A Verdade (filosofia e religião, Lisboa, 1863, com 2.ª edição em 1869);
- Carta ao sr. Latino Coelho acerca da razão que o impediu de assistir à inauguração da estátua de D. Pedro IV no Porto, com a exposição dos serviços que na mesma cidade prestou durante o cerco e depois, até ao fim da luta civil de 1834 (no Jornal do Comércio, de 26 de outubro de 1866);
- Necessidade de associação católica (Londres, 1871);
- A Voz da Natureza (1.º volume, Londres, 1879; 2.º volume, 1876, ano da morte de Saldanha; o 3.º volume, anunciado pelo autor, parece que não chegou a publicar-se);
- Em 1869 publicou em jornais de Lisboa (Diário Popular, Jornal do Comércio e Diário de Notícias), cartas explicando o seu procedimento político à época, documentos importantes para a história dos antecedentes da revolta de 19 de maio de 1870.

## Dados genealógicos
Filiação
- João Vicente de Saldanha Oliveira e Sousa, 1.º conde de Rio Maior, e Maria Amália de Carvalho e Daun.

Casamentos e descendência
1. Casou com Maria Teresa Margarida Horan FitzGerald, em 30 de setembro de 1814, na Igreja das Necessidades, Alcântara, em Lisboa. Deste casamento houve os seguintes filhos:
  1. Augusto Carlos de Saldanha Oliveira e Daun, 1.º conde de Almoster (1821)
  2. Maria Amália de Saldanha de Oliveira e Daun (1824)
  3. João Carlos de Saldanha de Oliveira e Daun, 2.º duque de Saldanha (1825)
  4. Luís de Saldanha de Oliveira e Daun (1832)
  5. Eugénia de Saldanha de Oliveira e Daun (1831)
2. Tendo enviuvado a 13 de agosto de 1855, casou em segundas núpcias com Carlota Isabel Maria Smith, em 12 de setembro de 1856, em Londres. Carlota Smith era irmã do 1.º conde da Carnota, John Smith Athelstane, sendo à data do casamento viúva do Dr. Edward Binns. Deste casamento não houve descendência.